# لامبورگینی ۵-۹۵ زاگاتو
لامبورگینی ۵–۹۵ زاگاتو (به انگلیسی: Lamborghini 5-95 Zagato) یک خودروی تولید محدود است که بر اساس لامبورگینی گالاردو ال‌پی ۵۷۰–۴ ساخته شده‌است.

این خودرو توسط زاگاتو در کونکرس د'الگنکه ویلا د'استه در سال ۲۰۱۴ به مناسبت ۹۵ سالگی مربی و ۵۰ سالگی لامبورگینی معرفی شد. شمار دقیق خودروهای تولید شده ناشناخته است، اما برخی باورمندند که نام خودرو به ۵ دستگاه برای جشن ۹۵ سالگی زاگاتو اشاره دارد. این کار توسط کلکسیونر ماشین آلبرت اسپیس سفارش داده شد. قیمت این خودرو بیش از یک میلیون دلار بود. طراحی این خودرو یادآور زاگاتو رپتور ۱۹۹۶ با سقف حبابی دوتایی و اسکوپ سقف است. در سال ۲۰۱۸، نسخه اسپایدر در وبگاه زاگاتو منتشر شد.

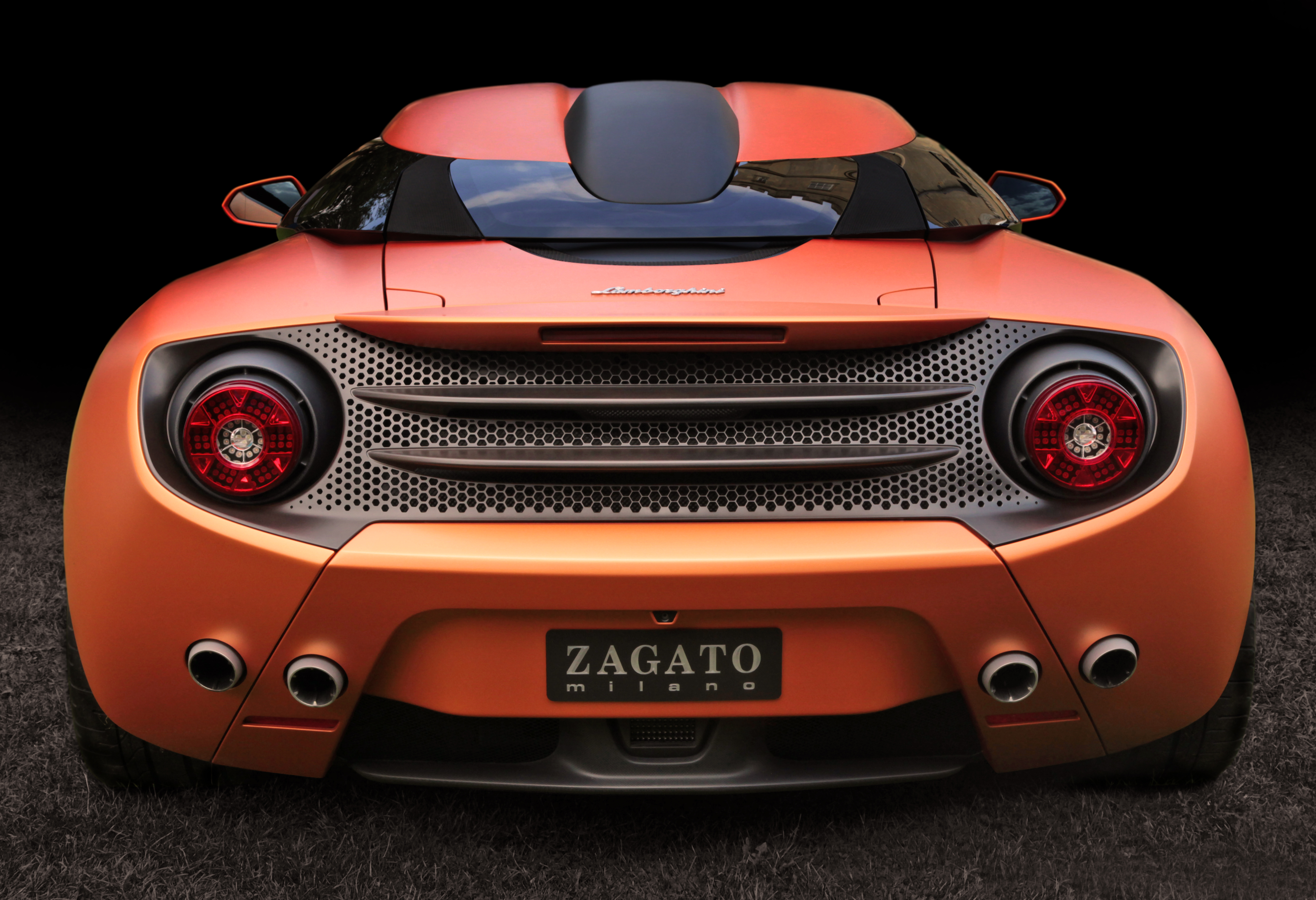
نمای‌پست